# Магнисия
Магниси́я, Магнесия или Магнезия (греч. Μαγνησία) — ном в Греции, в Фессалии. Включал в себя одноимённый полуостров и острова Скиатос, Скопелос и Алонисос. Административный центр — Волос.

## Описание
Магнесия (др.-греч. Μαγνησία) — приморская часть Фессалии, где в древности обитало македонское племя магнетов, от названия которого и происходит её наименование (само же название «магнеты», в свою очередь, происходит от имени одного из прародителей — Магнета, сына Зевса и Фии). Считается, что именно жители Магнесии основали в Малой Азии одноимённые города Магнесия на Меандре и Магнесия у Сипила. В 1947 г. греческими властями была образована префектура Магнезия с центром в городе Волос. Знаменитые уроженцы древней Магнесии — Ясон, Пелей, в наше время — художник де Кирико и композитор Вангелис.
В древности этот регион был богат залежами минералов, известных под общим названием «камни из Магнесии» («магнесийские камни»). В их число входили: магнезит (карбонат магния, известный также в русском языке под названием «белая магнезия»), периклаз (оксид магния), и два чёрных минерала — магнетит и пиролюзит (диоксид марганца). При этом сами греки двух последних не разделяли и называли одним словом («magnes»), приписывая различия в свойствах разным началам — мужскому и женскому. Мужской минерал обладал способностью притягивать железо (магнетит); от него происходит современное «магнит». Женский — не обладал таким свойством и использовался при варке стекла для его осветления; позже он стал называться «чёрной магнезией». В шестнадцатом столетии в среде стекольщиков за последней закрепилось название «manganesum», вероятно, из-за искажения или из-за конкатенации двух слов, так как в то время алхимикам и стекольщикам приходилось иметь дело с двумя видами магнезии — чёрной (magnesia negra) и белой (magnesia alba) (оксид магния, не путать с русской «белой магнезией» — карбонатом магния; также применялась при изготовлении стекла). Например, итальянский врач Микель Меркати  называл первую Manganesa. Отсюда произошло название содержавшегося в этой соли металла, выделенного в XVIII веке — марганца. Изначальное же «магнезия» стало использоваться исключительно для обозначения белой магнезии (magnesia alba) и впоследствии дало название другому элементу — магнию, выделенному в XIX веке (см. также эпсомит).
В районе города Велестино был обнаружен набор бронзовых фигурок (велестинская коллекция), которые предположительно датируются VI—VII веками и изображают славянских языческих богов (см. Фигурки из Велестино).